# Diyarbakır (provincie)
Diyarbakırská provincie je tureckou provincií, nachází se v jihovýchodní části Malé Asie. Rozloha provincie činí 15 355 km2, v roce 2000 zde žilo 1 470 918 obyvatel. Hlavním městem provincie je Diyarbakır.

## Administrativní členění
Diyarbakırská provincie se administrativně člení na 14 distriktů:
- Diyarbakır
- Bismil
- Çermik
- Çınar
- Çüngüş
- Dicle
- Eğil
- Ergani
- Hani
- Hazro
- Kocaköy
- Kulp
- Lice
- Silvan